# Acropyga pallida
Acropyga pallida är en myrart som först beskrevs av Horace Donisthorpe 1938.  Acropyga pallida ingår i släktet Acropyga och familjen myror. Inga underarter finns listade i Catalogue of Life.